# Mörtsjön (Floda socken, Södermanland)
Mörtsjön är en sjö i Katrineholms kommun i Södermanland och ingår i Nyköpingsåns huvudavrinningsområde. Sjön är 4,3 meter djup, har en yta på 0,0987 kvadratkilometer och befinner sig 78,2 meter över havet.

## Delavrinningsområde
Mörtsjön ingår i det delavrinningsområde (656186-153566) som SMHI kallar för Utloppet av Flensjön. Medelhöjden är 84 meter över havet och ytan är 11,2 kvadratkilometer. Det finns inga avrinningsområden uppströms utan avrinningsområdet är högsta punkten. Hedenlundaån som avvattnar avrinningsområdet har biflödesordning 3, vilket innebär att vattnet flödar genom totalt 3 vattendrag innan det når havet efter 91 kilometer. Avrinningsområdet består mestadels av skog (88 procent). Avrinningsområdet har 1,1 kvadratkilometer vattenytor vilket ger det en sjöprocent på 9,8 procent.